# Mount Fox (berg i Antarktis, lat -83,63, long 169,25)
Mount Fox är ett berg i Antarktis. Det ligger i Östantarktis. Nya Zeeland gör anspråk på området. Toppen på Mount Fox är 2 819 meter över havet.
Terrängen runt Mount Fox är bergig åt sydost, men åt nordväst är den kuperad. Trakten är obefolkad. Det finns inga samhällen i närheten. 